# Universitetet i Sankore

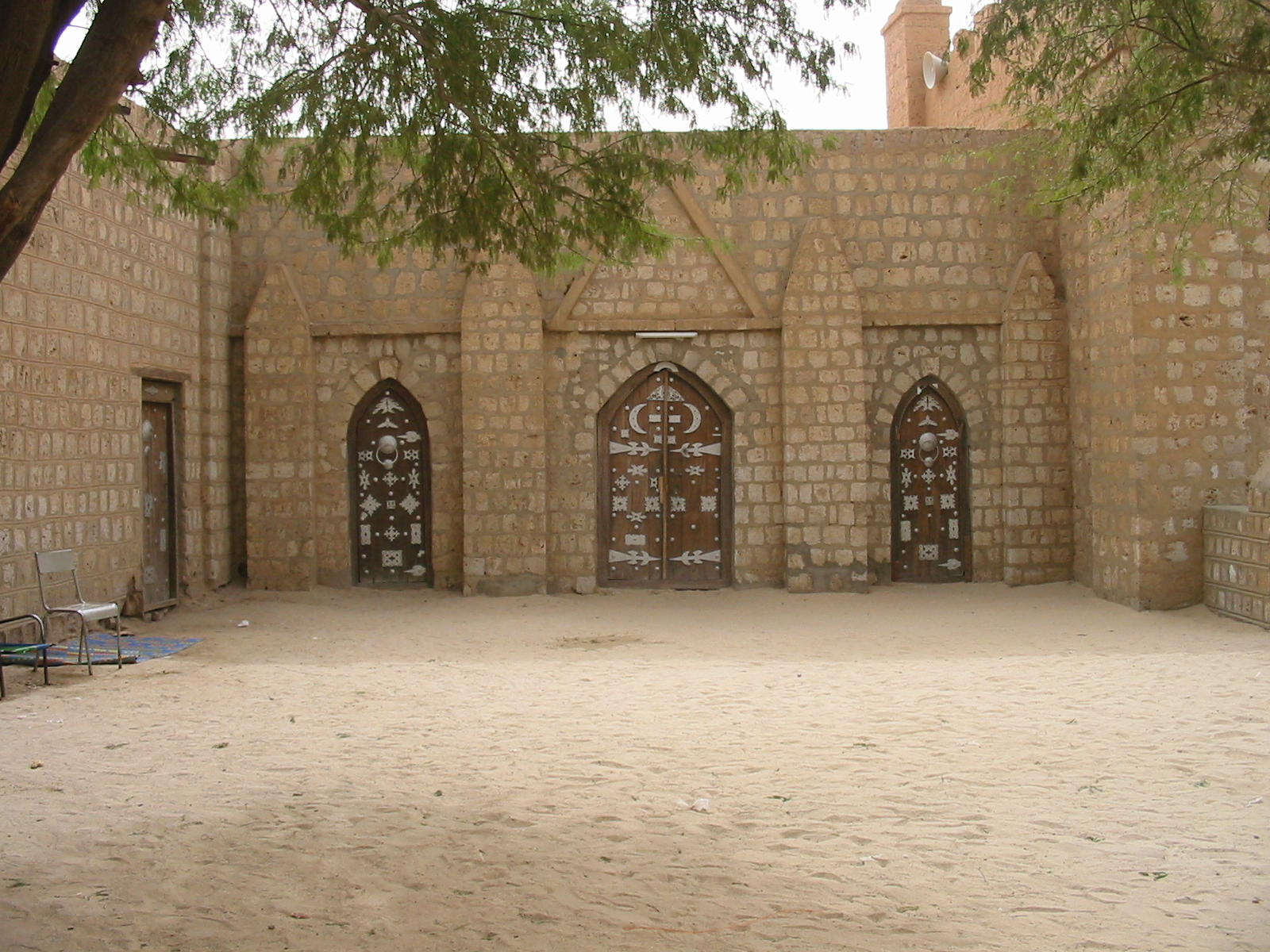
Portarna till Sankore Madrash

Universitetet i Sankore eller Sankore Madrasah i Timbuktu är ett av de tre äldsta lärosätena i Mali. Det grundades som en moské cirka 989 och blev ett fullfjädrat madrasah (arabiska för skola eller universitet) 1325. Universitetet hade under sin höjdpunkt på 1100-talet uppemot 25 000 studenter från stora delar av Afrika. Det undervisades i bland annat astronomi, geografi, matematik och muslimsk teologi. Biblioteket som då var ett av de största i världen rymde mellan 400 000 och 700 000  manuskript. 